# Антиабортное движение

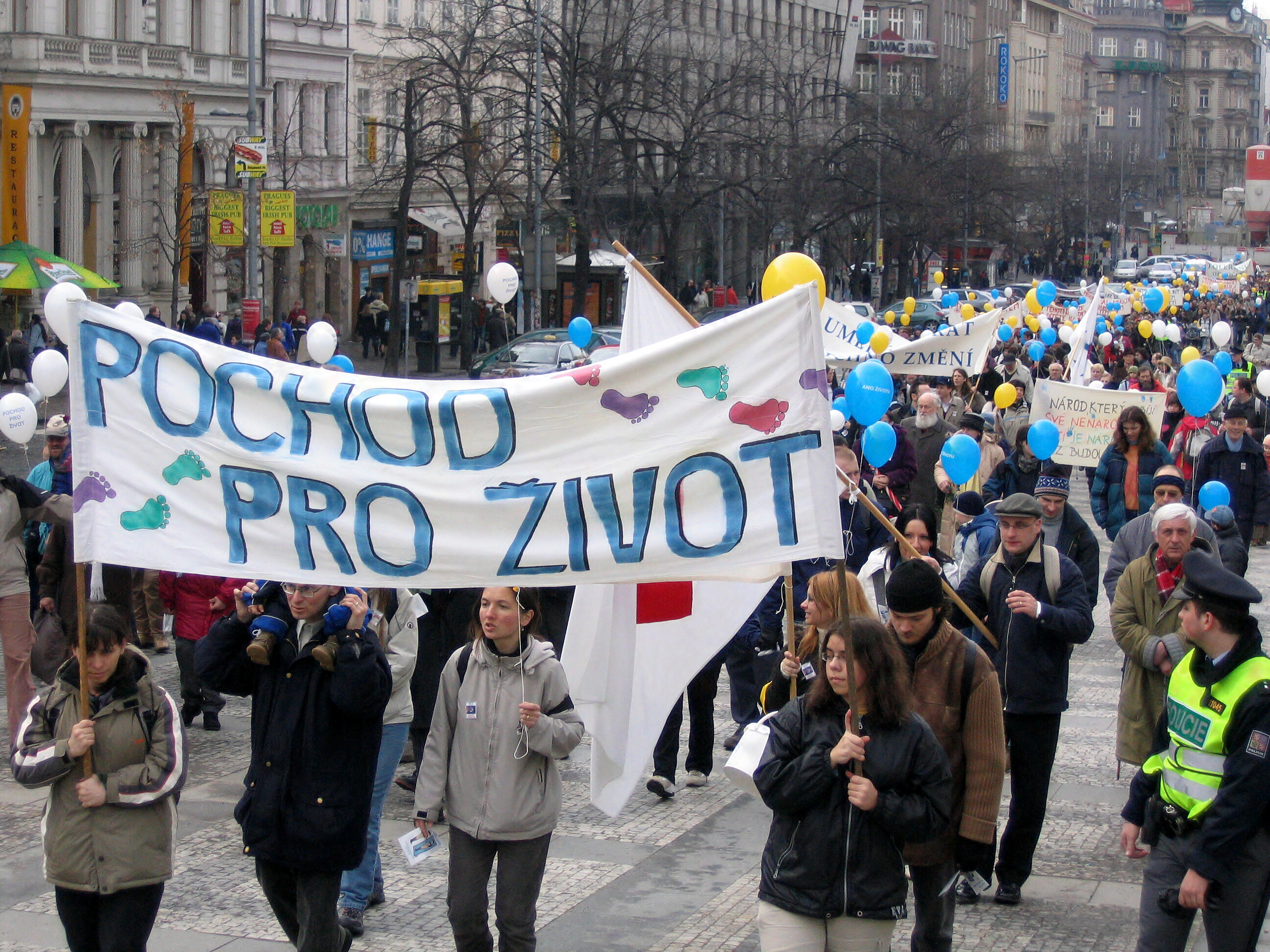
Марш «в защиту жизни». Прага, 2006 год

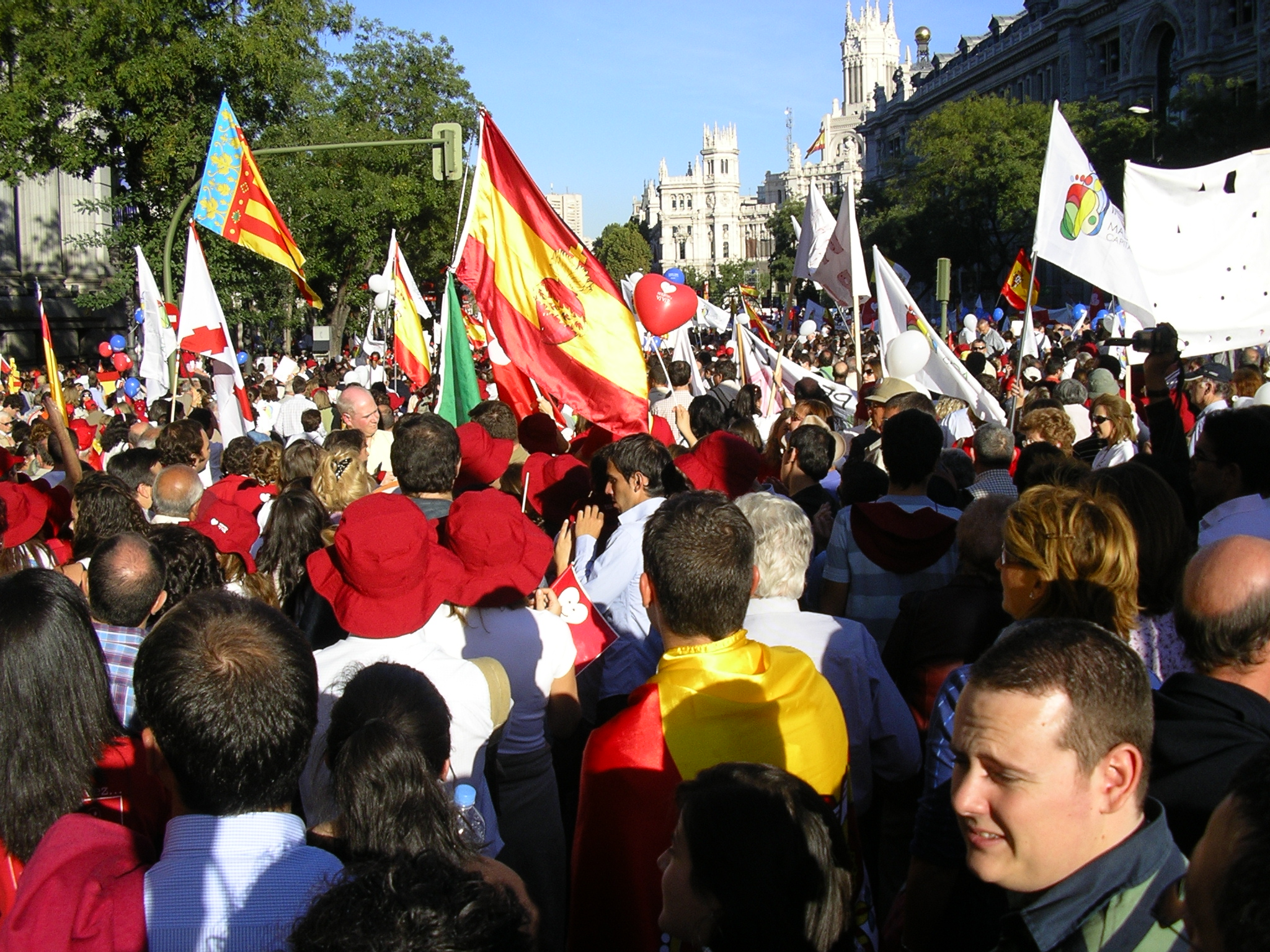
Демонстрация «Важна каждая жизнь» в Мадриде, Испания, 17 октября 2009 года

Антиабо́ртное движение (также иногда называют себя «прола́йф» от английского англ. pro-life) — общественное движение, нацеленное на запрет или ограничение абортов, часть полемики вокруг абортов. Сторонники движения выступают за признание права на жизнь с момента зачатия.
В ряде случаев вполне можно говорить о борьбе за право на жизнь с момента зачатия даже в случае отсутствия данного термина.
В частности, хотя термин не используется в «Основах социальной концепции Русской православной церкви», в главе XII этого документа аборт рассматривается как тяжкий грех, который приравнивается к убийству. Кроме того, там же, на основе безусловной ценности человеческой жизни, выражено отрицательное отношение к целому ряду иных проблем: «абортивным средствам контрацепции», многим вариантам экстракорпорального оплодотворения (ЭКО), фетальной терапии, эвтаназии.
Для обозначения сторонника движения иногда используют слово прола́йфер.

## История возникновения

### Предыстория
Хотя в целом языческое общество не рассматривало аборт как преступление, понимание греховности аборта в язычестве присутствовало. «Клятва Гиппократа, категорически запрещающая врачам делать аборт, отражала мнение всего медицинского сообщества его времени и последующих поколений медиков», а поэт Овидий осуждал аборты.
Отношение к абортам поменялось с распространением христианства: «Церковь всегда осуждала аборт как убийство». С точки зрения православного вероучения, в убийстве нерождённого ребёнка в равной степени с женщиной виновны и врачи, которые производят искусственный аборт и дают абортивные средства.
По этой причине в христианских странах до XX века аборты были законодательно запрещены. На Руси с 1649 года за аборты вводилась смертная казнь. Впоследствии наказания за аборт смягчались. Например, согласно «Уложению о наказаниях» 1885 года за искусственный аборт полагались каторжные работы на срок от 4 до 5 лет, лишение всех прав состояния и ссылка в Сибирь на поселение. Уголовным уложением 1903 года меры пресечения ещё более смягчались: «Мать, виновная в умерщвлении своего плода, наказывается заключением в исправительный дом не свыше 3 лет, врач от 1,5 до 6 лет». Однако «строго по жизненным показаниям» аборты разрешались.

### Легализация абортов
После Октябрьской революции 1917 года Советская Россия стала практически первой страной, где произошла легализация абортов. 18 ноября 1920 года Наркомздрав и Наркомюст издали совместное постановление «Об охране здоровья женщин», которое разрешало бесплатные аборты.
Вскоре, а конкретнее — в 1921 году, Маргарет Сэнгер (фамилия которой может передаваться по-русски как Зангер, Сэнджер, Сэнжер) основала организацию под названием American Birth Control League — Американскую лигу контроля над рождаемостью (Американскую лигу контроля рождаемости), которая в дальнейшем была переименована в Международную федерацию планирования семьи (International Planned Parenthood Federation).
Не без участия последней аборты были легализованы во многих странах. Например, в Швеции они разрешены с 1946 года, в Великобритании — с 1967 года.
Аборты в США были легализованы Верховным Судом этой страны 22 января 1973 года.

### Борьба против абортов
С этого момента в американском обществе появилось два движения: pro-life — «в защиту жизни» («за жизнь»), и pro-choice — «за выбор». Первое из них начало борьбу против абортов, а второе объявило, что ведёт борьбу за право женщины выбирать, сохранять ли ей или прерывать беременность. Со временем оба этих движения распространились по всему миру.
Движение родилось в США, и англоязычный термин «pro-life» породил в русском языке неологизм «пролайф».
В России датой начала широкой борьбы против абортов можно считать 2 ноября 1992 года, когда в Минюсте РФ была зарегистрирована Межрегиональная общественная организация «Жизнь».
19 апреля 1993 года был создан действующий при храме Благовещения Пресвятой Богородицы в Петровском парке Православный медико-просветительский центр «Жизнь» «с целью противодействия убийству нерождённых детей», а также распространения информации «по вопросам, связанным с семьёй, браком и современным проблемам биомедицинской этики»:

Формой работы Центра является издание печатных материалов, лекционная работа, распространение информации в электронном виде.
В Белоруссии первый благотворительный фонд «Открытые сердца» де-факто был создан в 2007 году, зарегистрирован же он в 2009 году в Могилёве.

## Международный опыт борьбы против абортов
«Движение в защиту нерождённых детей (Pro-life) имеет несколько направлений: политическое, протестное, просветительское и благотворительное».

### Политическое и протестное направления
«Политическое предполагает работу по законодательной инициативе, направленной в защиту жизни». Протестное направление включает митинги, шествия и другие мероприятия, которые должны продемонстрировать отношение участников движения к абортам.

### Просвещение
«Просвещение предполагает чтение лекций, распространение аудио-, видео- и печатной продукции. В основном это информация о развитии нерождённого ребёнка и о том, что представляет собой аборт». О выборе между этими двумя группами материалов существует такое суждение:

Материалы, показывающие жестокость аборта <…> весьма убедительны, но у людей, не настроенных на восприятие этой информации может сработать механизм психологической защиты, когда информация, несущая отрицательные эмоции, подсознательно «стирается» из памяти человека.
Рассказы же об эмбриональном развитии ребёнка, согласно тому же суждению, вызывают положительные эмоции и оказываются наиболее действенными.

### Благотворительное направление
Составные части благотворительной работы, по опыту других стран, включают различные
виды помощи беременным женщинам, которые можно классифицировать следующим образом:
1. Кризисные центры, под которыми здесь понимается «место, куда беременная женщина может прийти, чтобы пожить здесь какое-то время». Требуют больших финансовых и организационных ресурсов[10]. (В настоящее время преобладает иное употребление этого термина, близкое по смыслу к понятиям «консультационный пункт», «горячая линия», «телефон доверия», см. ниже.)
2. Консультационные пункты, позволяющие «получить медицинскую консультацию или совет психолога, побеседовать со священником и прочее»[10].
3. Пункты благотворительной помощи, в которых можно получить «самое необходимое: коляску, детскую одежду, продукты питания и другое». Одновременно производится «сбор подержанных вещей и пожертвований, их стирка, упаковка, хранение»[10].
4. «Горячая линия», телефон доверия[10].
5. Центры усыновления, позволяющие женщине передать ребёнка на усыновление в случае, когда невозможно разрешить её социальные проблемы[10].

Возможна «любая комбинация этих форм работы, в зависимости от возможностей и целей организаторов». При этом в США насчитывается порядка 2500 центров помощи беременным, а по всему остальному миру порядка 600.
Центры помощи беременным помогают женщинам в тех случаях, когда беременность оказывается проблемой, как во время беременности, так и после родов, а также в случае постабортного синдрома. Помощь, оказываемая женщинам в США, очень разнообразна. «Во многих городах США есть агентства, которые помогают предметами первой необходимости и питанием». Для этой цели «собирают бывшую в употреблении, но имеющую хороший вид детскую одежду, покупают пелёнки, молоко, коляски и всё, что нужно будущей маме и малышу», что позволяет снабдить женщину, которая обращается в соответствующую организацию и решает сохранить ребёнка, всем самым необходимым. В том числе предоставляется и медицинская помощь. «В некоторых городах США есть гостиницы для матерей, где можно остаться пожить с ребёнком».

## В России
Как и в других странах, можно выделить четыре направления работы: политическое, протестное, просветительское, благотворительное.

### Политическое направление
В качестве примера подобных действий можно указать интернет-голосование «Запрет абортов на территории России», которое проводилось с 5 апреля 2013. В поддержку было подано 13 587 голосов, против — 6 753 голоса. Голосование длилось до 15 апреля 2014. Инициатива не набрала необходимое число голосов (100 000) для рассмотрения её соответствующим органом власти.
В мае 2014 году поступила информация о том, что православные активисты собрали 100 тысяч подписей за запрет абортов в России.
В октябре 2016 года стало известно, что число подписей, собранных под петицией о запрете абортов, превысило 300 тысяч и что планируется собрать миллион подписей для последующей передачи в федеральные органы власти. Подпись под петицией поставил, в числе прочих, Патриарх Кирилл. Данный факт породил оживлённую дискуссию в обществе. Петицию также подписали многие митрополиты, Верховный муфтий России Талгат Таджуддин, глава Чечни Рамзан Кадыров, некоторые депутаты Госдумы, известные актёры, певцы и спортсмены.
Ранее, в январе 2015 года, Патриарх Кирилл призвал, в качестве антиабортной меры, вывести финансирование абортов из системы ОМС.

### Протестное направление
Протестные мероприятия, проводимые в России, могут представлять собой:
автопробег,
марш,
митинг,
пикет,
другие мероприятия.
В частности, «гражданское стояние» против абортов, состоявшееся в Москве на Суворовской площади 23 октября 2016 года по инициативе движений «За жизнь», «Сорок сороков», «Православные добровольцы», «Женщины за жизнь», собрало более 2 тысяч участников.

### Информационная работа
Возможны разнообразные формы, в числе которых
раздача информационных материалов и просмотр фильмов с последующим обсуждением.

### Благотворительная работа
14 сентября 2010 года на собрании в Синодальном отделе по благотворительности и социальному служению было принято решение об открытии центров защиты материнства в епархиях РПЦ.
В базе данных по социальному служению Русской православной церкви, представленной на сайте Милосердие. RU, содержится информация о 88 центрах защиты материнства, действующих в различных регионах России (список можно посмотреть здесь). Конкретные виды деятельности различаются от одного центра к другому и включают в себя как распространение информации, так и собственно благотворительную работу. В той же базе данных представлена информация и о других организациях, оказывающих помощь беременным женщинам.
В России при поддержке Русской православной церкви к началу 2020 года открыто 74 приюта для мам и беременных женщин, оказавшихся в кризисной ситуации, а также 209 центров гуманитарной помощи. В 2018—2019 годах помощь в их получили свыше 1 млн человек. При этом до 2011 года в России был только один церковный приют для беременных и женщин в кризисной ситуации в городе Иваново.
Такая динамика стала возможна благодаря общецерковным сборам. В 2016 и 2018 годах по благословению Святейшего Патриарха Кирилла во всех российских храмах прошли сборы средств для поддержки женщин в кризисной жизненной ситуации. Сборы были приурочены к Дню защиты детей. Было собрано в общей сложности более 75 млн рублей. Средства пошли на создание новых центров гуманитарной помощи и приютов для беременных женщин и женщин с детьми, оказавшихся в кризисной ситуации. Общую координацию работы центров осуществляет Синодальный отдел по благотворительности.
При участии отдела работает программа противоабортного консультирования женщин «Спаси жизнь». Благодаря ей за 5 лет удалось спасти от аборта более 12 тысяч детей.
В рамках программы проводятся консультации кризисных беременных по телефонам доверия, в социальных сетях и лечебных учреждениях. Сегодня проект «Спаси жизнь» реализуют 54 НКО в 36 регионах, задействованы 164 специалиста, 98 городов России и Белоруссии: в 128 ЛПУ и 14 Центрах защиты материнства.

#### «Кризисные центры» (консультационные пункты, телефоны доверия)
16 января 2011 г. Патриарх Кирилл выступил с инициативой открытия центра кризисной беременности при каждом роддоме и другими предложениями, направленными на снижение числа абортов. Под центром кризисной беременности в данном случае понимается своего рода консультационный пункт, имеющий в своём штате психологов для собеседования с женщинами, решившими сделать аборт.
Определённый опыт в этом направлении накоплен Фондом Андрея Первозванного:

Проект «Ты не одна» заключается в поддержке женщин, которые оказались в кризисных ситуациях. Программа началась в Красноярске (в Сибири остро стоит демографическая проблема). В этом городе была создана служба психологов, которые работают в женских консультациях Красноярска. 18-20 % процентов женщин изменяют своё решение. По программе Министерства здравоохранения психологические службы должны быть во всех женских консультациях страны, но этого на самом деле нет.
В программе участвуют «волонтёрские отряды, состоящие из студентов педагогических и медицинских вузов».
В России уже действуют иные «кризисные центры», позволяющие женщинам получить поддержку по телефону. В частности, существует возможность позвонить из любого региона России по телефону с кодом 8-800 (звонки бесплатные, см. врезку). Имеется также возможность обращения по электронной почте и ICQ.
Имеются и другие кризисные телефоны и телефоны доверия, которые действуют, например, в Санкт-Петербурге и Владивостоке.
В 2016 году Патриарх Кирилл к Международному дню защиты детей приурочил специальное обращение с призывом внести пожертвования для поддержки женщин в кризисной жизненной ситуации. 29 мая, в последнее воскресенье месяца, оно было зачитано в каждом храме, сопровождаясь сбором денежных средств для создания центров гуманитарной помощи женщинам, ожидающим ребёнка. Сбор средств, проходивший по всей стране, принёс 38 млн рублей, которые должны пойти на создание новых центров гуманитарной помощи.
Модельным центром, по образцу которого в епархиях выстраивается работа церковного приюта, является московский «Дом для мамы» православной службы «Милосердие».

### Памятные даты движения
В России акции движения нередко приурочиваются к Международному дню защиты детей или одному из ближайших с ним. Участники движения приурочивают свои акции и к другим дням, например к 11 января — дню памяти Вифлеемских младенцев:

По данным Центра социальных программ, в России ежедневно погибает от абортов 4 тыс. младенцев. На этом фоне меркнет даже вопиющее преступление царя Ирода: российские женщины по собственной воле каждые четыре дня убивают больше детей, чем убил жестокий правитель.

## Борьба против абортов в бывшем СССР

### Украина
Украинские римо- и греко-католики, по сообщению сайта СЕГОДНЯ.ua, с идеей запретить аборты выступили в 2012 году.

«За 20 лет независимости мы сознательно убили 40 миллионов детей (по 2 млн в год. — Авт.). На фоне этой цифры те дети, которые родились за 20 лет (до 0,5 млн в год. — Авт.), — это уцелевшие», — заявил глава УГКЦ Святослав Шевчук. И призвал запретить аборты: «Если бы в Верховной Раде были сознательные борцы за человеческую жизнь — уже давно бы приняли соответствующие законы».— Рафал Анастасия, Католики просят запретить аборты, депутаты говорят: "Мы это проходили при Сталине"

## Критика
Большинство случаев насилия имело место в США в 1990-е годы. Последнее убийство произошло в мае 2009 года. Тогда жертвой стал доктор Джорж Тиллер, делавший аборты на поздних сроках беременности. Некоторые организации в защиту жизни выступили с осуждением убийства и соболезнованиями семье погибшего. В России убийств или случаев насилия в связи с противостоянием абортам отмечено не было.
Сторонников движения «в защиту жизни» часто обвиняют в использовании дезинформации об абортах, в том числе приведении некорректной статистики и ложных данных об осложнениях после абортов, и других аналогичных прегрешениях.
В частности, один из популярных фильмов, используемых пролайферами в качестве аргументации своей позиции, «Безмолвный крик», критикуется организацией «Planned Parenthood Federation of America, Inc.» (согласно словарям, «Американская федерация планирования семьи» или «Американская ассоциация планирования семьи», см. также иные варианты), которая в цитируемом переводе именуется «Планируемое отцовство»:

Первоначально предназначенный для того, чтобы отпугнуть американских женщин от выбора в пользу аборта, этот видеофильм демонстрируется по всему миру обеспокоенным женщинам, обращающимся к так называемым «кризисным центрам беременности» за помощью в связи со своими проблемами, вызванными беременностью. Клипы из этого фильма постоянно крутятся даже во «Всемирной паутине».

Как только он был выпущен в свет, организация «Планируемое отцовство» признала, что «Безмолвный крик» будет использоваться для распространения вредных мифов, которые могли бы поставить под угрозу здоровье женщин, и их конституционное право выбрать прерывание беременности, а также подвергнуть опасности жизни и карьеры тех, кто связан с производством абортов.
В частности, содержащееся в фильме утверждение о том, что 12-недельный эмбрион испытывает боль, рассматривается критиками как некорректное (научно не подтверждённое), поскольку его «мозг и нервная система всё ещё находятся на очень ранней ступени развития».
С другой стороны, способность или неспособность эмбриона испытывать боль на ранних стадиях своего развития является не столь важным вопросом, как признание или непризнание за ним человеческой сущности и человеческих прав. Вопрос о том, болезненно или безболезненно уничтожается зародыш, в случае признания его полноправным представителем человеческого рода становится второстепенным. Хорошо известно, что взрослых человеческих особей и даже новорождённых детей российские законы и законы многих других стран не позволяют произвольно уничтожать ни болезненными путями, ни безболезненными.
Тем не менее критики считают, что признание за эмбрионом человеческих прав может создать новые проблемы. В первую очередь, женщины могут преследоваться за выкидыши, как это делается в Сальвадоре, ведь выкидыш в этом случае можно считать «убийством по неосторожности» или запросто обвинить женщину в аборте путём провокации выкидыша.
Ещё одно уголовное преследование женщины за выкидыш произошло в штате Индиана (США). Женщина была осуждена на 41 год по обвинению в покушении на убийство плода. Это может создать негативный прецедент, при котором даже желанная беременность, закончившаяся выкидышем, может стать причиной уголовного наказания. В поддержку женщины была создана петиция на сайте Белого Дома.
Также, по мнению критиков, серьёзной опасности подвергаются и беременные женщины в случае, если беременность протекает с угрозой здоровью и жизни потенциальной матери. Так, в Ирландии из-за усложнённой процедуры получения разрешения на аборт погибла Савита Халаппанвар.
Некоторые сторонники запрета абортов следуют принципу двойных стандартов «моральным является только мой собственный аборт» (англ. The only moral abortion is my abortion — слова, услышанные администратором одной из клиник в Луизиане, США). Это выражается в том, что человек публично ратует против абортов, но требует сделать или оплачивает аборт у забеременевшей женщины из своего окружения. Доходит до анекдотических случаев, например, женщина привезла свою служанку на операцию прерывания беременности и раздавала ожидающим своей очереди женщинам листовки против абортов. Однако это аморально по мнению большинства сторонников запрета абортов.